# Umm al-Rasas
Umm al-Rasās (in arabo: أم الرّصاص), chiamata anche Castrum Mefa'a (in latino) o Kastron Mefa'a (in greco-bizantino) è un sito archeologico che si trova nella Giordania centro-orientale. Qui sono presenti antiche rovine di epoca romana, bizantina e dei primi secoli dell'espansione araba, risalenti al periodo compreso fra il III e il IX secolo.
La maggior parte del sito non è ancora stata portata alla luce; ciò che è emerso comprende un accampamento militare ed alcune chiese, alcune delle quali presentano splendidi pavimenti a mosaico. Di particolare pregio è il mosaico della chiesa di Santo Stefano, in cui sono rappresentate le città che anticamente si trovavano in questa regione. Qui sono inoltre state trovate due torri che probabilmente sono le uniche testimonianze della pratica dei monaci stiliti, un tempo molto diffusa nella Chiesa orientale.
Nel 2004 Umm al-Rasās è stato inserito nell'elenco dei patrimoni dell'umanità dell'UNESCO.